# Gary Minihan
Gary Minihan (Gary John Minihan; * 24. Januar 1962) ist ein ehemaliger australischer Sprinter, der sich auf den 400-Meter-Lauf spezialisiert hatte.
1981 wurde er beim Weltcup in Rom wurde er jeweils Achter im Einzelbewerb und mit der ozeanischen Mannschaft in der 4-mal-400-Meter-Staffel.
Bei den Commonwealth Games 1982 in Brisbane gewann er Bronze über 400 Meter und Silber mit der australischen 4-mal-400-Meter-Stafette.
Im Jahr darauf erreichte er bei den Weltmeisterschaften 1983 in Helsinki über 400 Meter das Viertelfinale und in der 4-mal-100-Meter-Staffel das Halbfinale. In der 4-mal-400-Meter-Staffel scheiterte er im Vorlauf.
Bei den Olympischen Spielen 1984 in Los Angeles schied er über 400 Meter im Vorlauf aus und wurde in der 4-mal-400-Meter-Staffel Vierter.
1985 wurde er beim Weltcup in Canberra mit der ozeanischen 4-mal-400-Meter-Stafette Dritter, und 1987 erreichte er bei den Weltmeisterschaften in Rom mit der australischen 4-mal-400-Meter-Stafette das Halbfinale.
1982 und 1983 (mit seiner persönlichen Bestzeit von 45,65 s) wurde er Australischer Meister.